# Scott Robertson (Fußballspieler, 2001)
Scott Robertson (* 27. Juli 2001 in Lenzie) ist ein schottischer Fußballspieler, der bei Notts County unter Vertrag steht.

## Karriere
Scott Robertson wuchs in Lenzie, etwa 10 km nordöstlich von Glasgow auf. Im Jahr 2009 kam er zu Celtic Glasgow. Zehn Jahre später, im Juli 2019 unterschrieb er seinen ersten Profivertrag der bis zum Sommer 2021 bei Celtic laufen wird. Robertson debütierte im Alter von 18 Jahren als Profi, als er am letzten Spieltag der Gruppenphase der Europa League 2019/20 gegen den rumänischen Vertreter CFR Cluj am 12. Dezember 2019 in der Startelf stand. Er war bereits zuvor für die U21-Auswahl von Celtic in den Spielzeiten 2018/19 und 2019/20 im Scottish Challenge Cup zum Einsatz gekommen und hatte dort in drei Spielen ein Tor erzielt.
Im September 2020 wurde er an den FC Gillingham verliehen. Ab Januar 2021 ging es für ihn mit einer weiteren Leihe an die Doncaster Rovers. Ab August 2021 wurde erneut verliehen. Für Crewe Alexandra absolvierte er bis Mai 2022 zwanzig Drittligaspiele in England und erzielte ein Tor. Nach seiner Rückkehr zu Celtic spielte Robertson für die zweite Mannschaft.
Im Januar 2023 wechselte der Mittelfeldspieler mit einem Zweieinhalbjahresvertrag zu Fleetwood Town.